# Зоншид
Зоншид (нем. Sonnschied) — община в Германии, в земле Рейнланд-Пфальц. 
Входит в состав района Биркенфельд. Подчиняется управлению Херрштайн.  Население составляет 126 человек (на 31 декабря 2010 года). Занимает площадь 3,85 км².